# Røsnæs (Denemarken)
Røsnæs of Refsnæs is een schiereiland van Seeland in Denemarken. Het ligt in het noordwesten van Kalundborg Fjord en Sejerøbugten.
De punt van het schiereiland, waar ook de Vuurtoren van Røsnæs staat, is het meest westelijke deel van Seeland. De noordelijke kustlijn van Kalundborg Fjord eindigt in de Haven van Kalundborg waar het schiereiland Asnæs begint.
Røsnæsgården, een landgoed van ca. 200 ha., werd in 1964 door de staat gekocht. De omgeving werd hierdoor beter bereikbaar voor de bevolking.

## Externe links

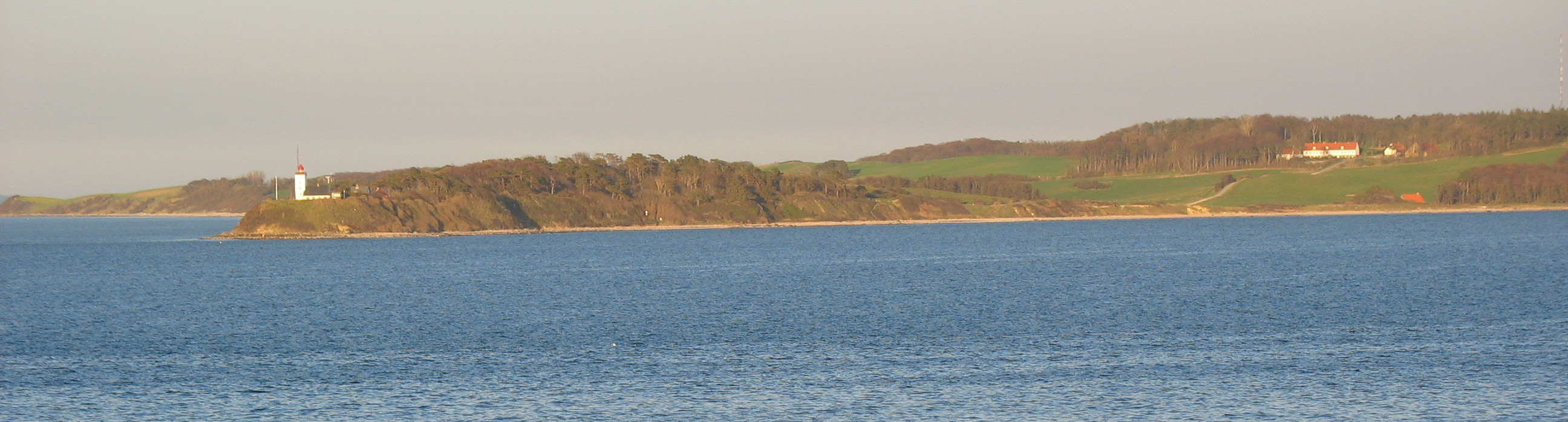
Røsnæs, ook wel Refsnæs genoemd.